# DragonStrike
DragonStrike es un videojuego de 1990 basado en el juego de rol de fantasía Dungeons & Dragons. 
El juego está ambientado en Krynn, mundo de la saga de Dragonlance, durante la guerra de la Lanza. DragonStrike combinó elementos de simuladores de vuelo y juegos de rol. El personaje jugador es un caballero que vuela en la parte trasera de una dragón metálico equipado con una lanza y diversos objetos mágicos (entre otras cosas, un orbe mágico que actúa como un radar en el juego). El dragón del jugador puede utilizar su aliento mágico de recarga para atacar y también puede atacar con sus garras, si el dragón pasa de cerca por encima de los enemigos. Los oponentes en el juego incluyen dragones malvados con y sin jinetes y otros monstruos voladores, como mantícoras y beholders. Volando demasiado cerca del suelo es otro obstáculo para el jugador cuando arqueros enemigos están presentes en algunas zonas.
DragonStrike fue también adaptado a Nintendo Entertainment System en 1992, aunque esta versión tenía una perspectiva de arriba hacia abajo y actuó muy distinto al de otras versiones de la plataforma.
El juego no debe confundirse con Dragon Spirit de Namco , un juego de arcade (también adaptado al NES) con un tema similar y de jugabilidad (menos los elementos de RPG, ya que es un Matamarcianos recto).